# Чарлз, Люси
Люси Чарлз-Барклай (англ. Lucy Charles-Barclay; род. 15 сентября 1993, Хартфордшир) — английская профессиональная триатлонистка, специализирующаяся на дистанциях Ironman. Ранее Чарлз занималась плаванием в открытой воде, уступив в отборочных олимпийских соревнованиях 2012 года Кери-Энн Пейн. После этого Чарлз дебютировала в триатлоне в 2014 году и выиграла чемпионат мира Ironman 2015 в возрастной категории от 18 до 24 лет. Впоследствии она стала профессионалом.
Во время дебютного для себя африканского чемпионата Ironman 2018 года она установила новый личный рекорд 8:56:10. Ранее её лучший результат был зафиксирован на чемпионате мира Ironman (8:59:48), где она заняла второе место после Даниэлы Риф

## Ранние годы
Чарлз родилась в северной части Лондона. Заниматься плаванием начала в восьмилетнем возрасте. Год спустя она уже побеждала пловцов, которые были на три или четыре года старше. Она убедила своих тренеров позволить ей участвовать в плавании баттерфляем. Уже в 16 лет она стала чемпионкой страны. В 17-летнем возрасте впервые приняла участие в заплыве на открытой воде на 10 км.
В отборочном турнире на Олимпийские игры 2012 года главной соперницей Чарлз была Кери-Энн Пейн, серебряный призёр Олимпиады в 2008 году. Несмотря на хорошие результаты, победа в отборочном турнире досталась Пейн, а так как у Британии было одно место, именно соперница Чарлз и отправилась в Лондон. Люси в течение следующего года потеряла мотивацию продолжать заниматься плаванием.
В 2014 году Люси впервые приняла участие в триатлоне. В то время Чарлз не имела опыта соревнований в беге и велоспорте. Однако в 2015 году она не только квалифицировалась на чемпионат мира, но и выиграла в своей возрастной группе. В том же году она стала чемпионкой мира до 23 лет в категории Ironman 70.3. В 2016 году стала профессиональной триатлонисткой.

## Карьера в триатлоне
В мае 2017 года Чарлз выиграла Ironman Lanzarote. Кроме того, она также выиграла чемпионат Challenge Family’s The Championship, заняла второе место на чемпионате Европы Ironman. Преодолев заплыв за 48 минут 29 секунд, она выиграла этот этап, в итоге уступив 4 минуты победительнице Сары Кроули. На чемпионате мира Ironman в октябре 2017 года она снова заняла второе место, уступив четырёхкратной чемпионке мира Даниэле Риф.
В апреле 2018 года на Ironman в Южной Африке Чарлз выиграла свою вторую гонку. В том же году она снова выиграла Challenge’s The Championship. В сентябре она заняла второе место на чемпионате мира Ironman 70.3. На чемпионате мира Ironman 2018 в октябре она снова заняла второе место после Даниэлы Риф и побила личный рекорд в плавании с результатом 48 минут 13 секунд. Её итоговое время 8:36:24 является вторым результатом в истории гонок.
В 2019 году Чарлз выиграла Challenge Roth и чемпионат Европы, обновив личный рекорд (8:31:09).